# قاعدة الهرم

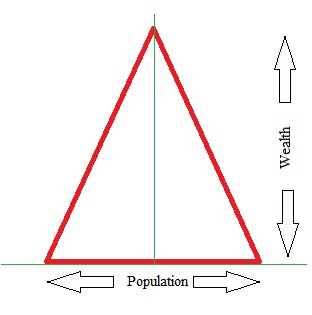
هرم الثروة. مع تقدمنا أعلى وأعلى في الثروة نجد عددًا أقل وأقل من الأشخاص يمتلكون هذه الثروة والعكس صحيح.

الجزء السفلي من هرم الثروة (بالإنجليزية: bottom of the wealth pyramid) أو اختصارًا قاعدة الهرم (بالإنجليزية: bottom of the pyramid)، هو مصطلح اقتصادي عالمي يُشير إلى أكبر مجموعة اجتماعية اقتصادية ولكن تُعتبر أفقرها والتي تُشكل من الناحية العالمية أكثر من 2.7 مليار شخص يعيشون بأقل من 2.50 دولار في اليوم.
شاع باحث الإدارة سي كي براهالد فكرة هذه الديموغرافية كقاعدة مربحة للمستهلكين في كتابه لعام 2004 الثروة في أسفل الهرم " Fortune at the the Bottom of the Pyramid".

## التاريخ
استخدم الرئيس الأمريكي فرانكلين روزفلت هذا المصطلح في خطابه الإذاعي يوم 7 أبريل عام 1932، «الرجل المنسي» ، الذي قال فيه:
يشير الاستخدام الأحدث إلى مليارات الأشخاص الذين يعيشون بأقل من 2.50 دولار في اليوم، وهو التعريف الذي اقترحه براهالد وستيوارت هارت في عام 1998. تم توسيعه لاحقًا من خلالهما في كتابهما الثروة في أسفل الهرم بواسطة براهالاد في 2004 والرأسمالية في مفترق الطرق بواسطة هارت في عام 2005.
يقترح براهالاد أن تتوقف الشركات والحكومات والوكالات المانحة عن التفكير في الفقراء كضحايا وبدلاً من ذلك تبدأ في رؤيتهم كأصحاب أعمال مرنين ومبدعين بالإضافة إلى مستهلكين مطالبين بالقيمة. يقترح أن هناك فوائد هائلة للشركات متعددة الجنسيات التي تختار خدمة هذه الأسواق بطرق تستجيب لاحتياجاتها. هناك أيضًا فوائد للحد من الفقر إذا عمل متعدد الجنسيات مع منظمات المجتمع المدني والحكومات المحلية لإنشاء نماذج أعمال محلية جديدة.
ومع ذلك، هناك بعض النقاش حول اقتراح براهالاد. جادل أنيل كارناني، وهو أيضًا من مدرسة روس في جامعة ميشيغان، في مقال نشر عام 2007 بأنه لا يوجد ثروة في أسفل الهرم وأن السوق بالنسبة لمعظم الشركات متعددة الجنسيات صغير للغاية. يقترح كراني أيضًا أن الطريقة الوحيدة للتخفيف من حدة الفقر هي التركيز على الفقراء كمنتجين، بدلاً من أن يكونوا سوقًا للمستهلكين. قدم براهالاد في وقت لاحق رداً متعدد الصفحات على مقالة كرناني. تم جمع نقد إضافي لمقترح براهالاد في «النهوض بقاعدة الهرم».
وفي الوقت نفسه، قدم هارت وزميله إريك سيمانيس من مركز المشاريع العالمية المستدامة التابع لجامعة كورنيل مقاربة أخرى، تركز على الفقراء كشركاء أعمال ومبتكرين، بدلاً من مجرد منتجين أو مستهلكين محتملين. قاد هارت وسيمانيس تطوير «بروتوكول قاعدة الهرم»، وهي عملية ريادية توجه الشركات في تطوير شراكات تجارية مع المجتمعات الفقيرة في الدخل من أجل «المشاركة في إنشاء شركات وأسواق تعود بالنفع المتبادل على الشركات والمجتمعات». تم اعتماد هذه العملية من قبل شركة إس سي جونسون وابنه وشركة سولاي (شركة تابعة لشركة دوبونت).
علاوة على ذلك، يركز تيد لندن بمعهد ويليام ديفيدسون بجامعة ميشيغان على آثار تخفيف وطأة الفقر في مشاريع قاعدة الهرم. قام بإنشاء وحدة تدريس قاعدة الهرم مصممة للاندماج في مجموعة واسعة من الدورات التدريبية الشائعة في كليات إدارة الأعمال التي تشرح تفكير قاعدة الهرم الحالي. وحدد وجهة نظر القاعدة باعتبارها نهجًا فريدًا قائمًا على السوق لتخفيف حدة الفقر. طور لندن أيضًا إطار تقييم تأثير القاعدة، وهي أداة توفر دليلًا كليًا وقويًا لمشاريعها لتقييم وتعزيز آثارها في تخفيف وطأة الفقر. هذا الإطار، إلى جانب الأدوات والنُهج الأخرى، موضحة في قاعدة وعد الهرم، وقد تم تنفيذه من قبل الشركات والهيئات غير الربحية ووكالات التنمية في أمريكا اللاتينية وآسيا وأفريقيا.
يكمن تركيز اهتمام آخر في الآونة الأخيرة في تأثير نُهج قاعدة الهرم الناجحة على التنمية المستدامة. تتمثل بعض أهم العقبات التي تواجهها عند دمج التنمية المستدامة في القاعدة في حدود النمو التي تقيد التنمية الموسعة للفقراء، وخاصة عند تطبيق طريقة غربية كثيفة الاستخدام للموارد. ومع ذلك، فمن منظور أخلاقي معياري، يعد تخفيف حدة الفقر جزءًا لا يتجزأ من التنمية المستدامة وفقًا لمفهوم العدالة بين الأجيال (أي ضمن الجيل الحي) في تعريف لجنة بروندتلاند.

## ما هو الشكل الفعلي لهرم الثروة؟

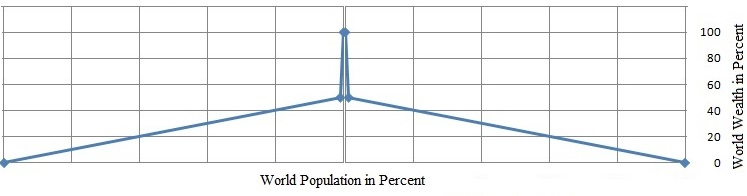
التصور التقريبي لهرم الثروة عندما يتحكم عدد السكان بنسبة 1٪ في 50٪ من الثروة

الهرم هو رسم بياني للعلاقة العكسية بين متغيرين حيث يزيد أحدهما عندما ينقص الآخر. نجد أن النسبة المئوية للثروة العالمية والنسبة المئوية من سكان العالم الذين يسيطرون عليها ترتبط ببعضها البعض في علاقة عكسية. إذا رسمنا للثروة العالمية بالنسب المئوية على طول المحور الرأسي للرسم البياني ونسبة السكان في المئة المقابلة لها السيطرة على المحور الأفقي للرسم البياني وإضافة صورة طبق الأصل من هذا الرسم البياني على الجانب الأيسر من المحور الرأسي نحصل على هرم الثروة ويمكننا أن نرى أنه مع انتقالنا إلى أقواس الأعلى ثروةً نجد أن عددًا أقل من الناس يمكنهم الوصول إليها، وبالتالي فإن هذا الرقم له قاع واسع وأعلى هزيلين مشابهين لأهرامات مصر.
لقد تم الإبلاغ عن أن الفجوة بين قمة وقاعدة الهرم تتسع بمرور الوقت، بحيث يتحكم 1٪ فقط من سكان العالم في 50٪ من الثروة اليوم، بينما يحصل 99٪ الآخرون على 50٪ المتبقية فقط. على أساس هذا التقرير، سيبدو هرم الثروة كما هو موضح في الرسم التوضيحي.

## كيف تنخفض قاعدة الهرم؟
تخبرنا المعايير والمقاييس الموضوعة - على سبيل المثال أقل من 2.5 دولار يوميًا - دائمًا عن الحد الأعلى لما نسميه قاعدة الهرم. الحقيقة هي أن القاع أو القاعدة أقل بكثير. حتى مع التعريف الرسمي، على سبيل المثال في الهند، حددت لجنة رانجاراجان بعد إعادة النظر في قضية الفقر خط الفقر في 2011-12 عند 47.00 روبية هندية (0.69 دولار) للفرد في اليوم الواحد للمناطق الحضرية و32.00 روبية هندية (0.47 دولار) لكل نصيب الفرد في اليوم في المناطق الريفية (معدل التحويل في يونيو 2016)، الواضح أنه أقل بكثير من مستوى 2.5 دولار يوميًا. هذا هو الطبقة العليا للفقراء كما حددتها لجنة رانجاراجان. أين هو القاع الفعلي؟ وكيف منخفضة؟ ربما لا يمكن تصور ذلك إلا من خلال مراقبة الأحياء الفقيرة في قلوب المدن في البلدان النامية.

## الأعمال الجيدة في قاعدة الهرم
يعتقد كاش رانجان وجون كيولتش، وأعضاء هيئة التدريس الآخرين في مشروع الفقر العالمي في كلية هارفارد للأعمال «أنه من خلال السعي لتحقيق مصلحتهم الذاتية في فتح وتوسيع سوق قاعدة الهرم، يمكن للأعمال تحقيق ربح أثناء خدمة أفقر المستهلكين والمساهمة في التنمية.» وفقًا لرانغان، «بالنسبة إلى الأعمال التجارية، فإن الجزء الأكبر من الأسواق الناشئة في جميع أنحاء العالم يقع في أسفل الهرم، لذلك من المنطقي أن يكون من الجيد بالنسبة للأعمال التجارية - وليس شعورًا بالقيام بعمل جيد - أن يلاحقها». ولكن من وجهة نظر فريدمان «المسؤولية الاجتماعية للأعمال التجارية هي زيادة أرباحها فقط، وبالتالي يجب فحص ما إذا كانت الأعمال التجارية في أسواق قاعدة الهرم قادرة على تحقيق الهدف المزدوج المتمثل في تحقيق ربح مع خدمة أفقر المستهلكين والمساهمة في التنمية؟»

## أمثلة على أعمال قاعدة الهرم

### القروض الصغيرة
أحد الأمثلة على "قاعدة الهرم" هو سوق القروض الصغيرة المتنامي في جنوب آسيا، وخاصة في بنغلاديش. مع كون التكنولوجيا أرخص بثبات وأكثر انتشارًا، أصبحت من الناحية الاقتصادية "إقراض مبالغ ضئيلة من المال للأشخاص ذوي الأصول الأصغر". يقول تقرير مصرفي هندي إن شبكة التمويل الأصغر "تساعد الفقراء" و "تسمح للبنوك" بزيادة أعمالهم". ومع ذلك، يجب على المقرضين الرسميين تجنب ظاهرة الوساطة غير الرسمية: يصبح بعض المقترضين من رواد الأعمال وسطاء غير رسميين بين مبادرات التمويل الأصغر وأصحاب المشاريع الصغيرة الأكثر فقراً. أولئك الذين يتأهلون بسهولة أكبر للتمويل الأصغر يقسمون القروض إلى قروض أصغر للمقترضين الأكثر فقراً.

### منتجات خاصة بالسوق
أحد الأمثلة على العديد من المنتجات المصممة مع مراعاة احتياجات الفقراء للغاية هو أن الشامبو الذي يعمل بشكل أفضل مع الماء البارد ويباع في عبوات صغيرة لتقليل حواجز التكاليف الأولية للفقراء. يتم تسويق مثل هذا المنتج من قبل هندوستان يونيليفر.

### ابتكار
هناك رأي تقليدي مفاده أن مستهلكي ميزان المدفوعات لا يرغبون في تبني الابتكار بسهولة. ومع ذلك، ادعى براهالاد (2005) ضد هذه النظرة التقليدية، مفترضًا أن سوق قاعدة الهرم حريص جدًا على تبني الابتكارات. على سبيل المثال، يستخدم مستهلكو القاعدة أكشاك الكمبيوتر الشخصي، والهاتف المحمول، والخدمات المصرفية عبر الهاتف المحمول، إلخ. تؤثر الميزة النسبية والتعقيد في سمات الابتكار الذي اقترحته إيفريت روجرز (2004) بشكل كبير على اعتماد الابتكار في أسفل سوق الهرم (رحمن وحسن وفويد، 2013). لذلك، يجب أن يركز الابتكار المطور لهذا السوق على هاتين السمتين (الميزة النسبية والتعقيد).

### رأس المال الاستثماري
بينما ركز براهالاد في الأصل على الشركات لتطوير منتجات قاعدة الهرم، يعتقد الكثيرون أن الشركات الصغيرة والمتوسطة قد تلعب دورًا أكبر. بالنسبة إلى الشركاء المحدود، يوفر هذا فرصة لدخول أسواق رأس المال الاستثماري الجديدة.